# معركة نورمبيرغ
معركة نورمبيرغ (بالهولندية: Slag van Neurenberg) (بالبرتغالية: Batalha de Nuremberg‏) وتُعرف كذلك بمجزرة نورمبيرغ (بالإنجليزية: Massacre of Nuremberg) هي مباراة كرة قدم جمعت منتخبي البرتغال وهولندا في ملعب فرانك ستاديون في مدينة نورمبيرغ الألمانية في 25 يونيو 2006 ضمن منافسات كأس العالم لكرة القدم 2006. قاد هذه المبارة الحكم الروسي فالنتين إيفانوف وأشهر خلالها 4 بطاقات حمراء و 16 بطاقة صفراء مسجلاً رقماً قياسياً لم يسبقه إليه أحد.

## المباراة
انتهت المباراة بفوز منتخب البرتغال على هولندا بنتيجة هدف دون مقابل، سجل الهدف اللاعب نونو مانيش في الدقيقة 23 والذي أختير أفضل لاعب في المباراة. قبل الهدف مارك فان بوميل لاعب وسط هولندا تم إنذاره وفي الدقيقة الثامنة تم إنذار المدافع الهولندي خالد بولحروز لتدخله العنيف على كريستيانو رونالدو مما أدى إلى إصابته وخروجه من الملعب قبل نهاية الشوط الأول.
رونالدو غادر الملعب باكياً وصرح قائلاً: بوضوح، إن تدخل بلحروز كان مقصوداً لإصابتي.

## بعد المباراة
تعرض حكم المباراة الروسي فالنتين إيفانوف لإنتقادات لاذعة من رئيس الاتحاد الدولي لكرة القدم (فيفا) سيب بلاتر الذي قال أنه كان على إيفانوف أن يعطي لنفسه بطاقةً صفراءَ بسبب ضعف أدائه خلال المباراة. لاحقاً إعتذر بلاتر عن تصريحاته ووعد بالاعتذار علناً للحكم.